# Federació Italiana de Futbol
La Federació Italiana de Futbol (en italià: Federazione Italiana Giuoco Calcio) dirigeix el futbol italià.
És l'encarregada d'organitzar la lliga i la copa italianes de futbol, i la selecció italiana de futbol. Té la seu a Roma. És membre fundador de FIFA i UEFA.

## Palmarès
- Copa del Món de futbol: 4 (1934, 1938, 1982, 2006)
- Campionat d'Europa de futbol: 2 (1968, 2020)
- Jocs Olímpics: 1 (1936)